# Coll de Dama Bordissotenca
Coll de Dama Bordissotenca es un cultivar de higuera de tipo higo común Ficus carica, unífera de higos de epidermis con color de fondo amarillo verdoso con sobre color verde amarillento. Se cultiva en la colección de higueras de Montserrat Pons i Boscana en Llucmajor, Islas Baleares.

## Sinonimia
- „Coll de Dama-Bordissot“ en las Islas Baleares,[4][6][7]

## Historia
Actualmente la cultiva en su colección de higueras baleares Montserrat Pons i Boscana, rescatada de un ejemplar o higuera madre localizada en "sa Torre de Montornes" en el término de Sinéu, árbol adulto vigoroso asociado a cultivo con cereales.
La variedad 'Coll de Dama Bordissotenca' se denomina así por su parecido a cada una de las variedades a que da nombre tal como la 'Coll de Dama', y  la 'Bordissot'.

## Características
La higuera 'Coll de Dama Bordissotenca' es una variedad unífera de tipo higo común. Árbol de desarrollo mediano, vigorosidad entre media y alta, con copa redondeada y de ramaje bastante espeso. Sus hojas mayoritariamente de 5 lóbulos, y menos de 3 lóbulos (10%). Sus hojas con dientes presentes y serrados poco recortados. 'Coll de Dama Bordissotenca' tiene desprendimiento mediano de higos, y un rendimiento productivo mediano y periodo de cosecha medio por cada árbol. La yema apical cónica de color amarillo.
Los frutos 'Coll de Dama Bordissotenca' son higos de un tamaño de longitud x anchura:52 x 58 mm, de forma urceolada piriforme, que presentan unos frutos grandes de unos 43,180 gramos en promedio, de epidermis con consistencia blanda, grosor de la piel delgado media áspera, con color de fondo amarillo verdoso con sobre color verde amarillento. Ostiolo de 3 a 5 mm con escamas pequeñas rosadas. Pedúnculo de 1 a 3 mm cilíndrico marrón casi inexistente. Grietas reticulares y longitudinales marcadas. Costillas pocas marcadas. Con un ºBrix (grado de azúcar) de 26 dulce sabroso, con color de la pulpa rojo claro ambarino. Con cavidad interna pequeña. Son de un inicio de maduración sobre el 1 de septiembre al 14 de octubre. Buen porcentaje de frutos aparejados. De rendimiento por árbol mediano.
Se usa como higos frescos para alimentación humana. Frescos y secos para alimentación animal. Poca facilidad de pelado. Son de mediana resistencia a las lluvias y rocíos, y poco resistente al transporte. Mediana apertura del ostiolo, y mediana resistencia al desprendimiento. Son muy parecidas a 'Bordissot Blanca', pero tienen una maduración más tardía y no tienen tanta tendencia a formar "Badocs".

## Cultivo
'Coll de Dama Bordissotenca', se utiliza higos frescos para alimentación humana. Los higos en fresco y seco para consumo animal (ganado porcino y ovino). Se está tratando de recuperar de ejemplares cultivados en la colección de higueras baleares de Montserrat Pons i Boscana en Llucmajor.